# Isogona texana
Isogona texana là một loài bướm đêm thuộc họ Erebidae. Nó được tìm thấy ở Texas.
Sải cánh dài khoảng 24 mm.